# 黃茅洲 (珠海)
21°49′11″N 113°57′44″E / 21.819597°N 113.962125°E
黃茅洲是中华人民共和国廣東省珠海市萬山群島南部一個海島，位於香港南面約50公里。1985年7月，香港天文台與廣東省氣象局合作在該島設立自動氣象站，為華南海域天氣報告提供風速資料。
黃茅洲因島上生長許多黃茅草，故稱黃茅洲。
2012年颱風韋森特襲港期間，香港天文台發出十號颶風信號，黃茅洲比長洲早兩小時錄得颶風。

## 資料來源
1. ↑  YouTube上的香港天文台製作：氣象冷知識之黃茅洲--守護香港三十年
2. ↑  陳營華. . 香港天文台.   [2015-12-17]. （原始内容存档于2019-10-23）.

## 外部連結
- 香港天文台網頁：轉載香港天文台刊登於報紙的署名文章。蘇志權·黃茅洲自動氣象站·文匯報，2000年，1月28日  （页面存档备份，存于）
- 珠江三角洲自動氣象站合作二十週年誌慶(2004年2月18日) （页面存档备份，存于）